# 维尔纳·翁格尔
维尔纳·翁格尔（德語：Werner Unger，1931年5月4日—2002年3月15日），德国男子足球运动员，司职中场。他曾代表德国联队参加1964年夏季奥林匹克运动会足球比赛，获得一枚铜牌。